# Festival Internacional de Cinema de Berlim 1972
A 22ª edição anual do Festival Internacional de Cinema de Berlim foi realizado entre os dias 23 de junho a 4 de julho de 1972. O Urso de Ouro foi concedido ao filme italiano I racconti di Canterbury, dirigido por Pier Paolo Pasolini.

## Júri
As seguintes pessoas foram anunciados como jurados do festival:
- Eleanor Perry (chefe do júri)
- Fritz Drobilitsch-Walden
- Francis Cosne
- Rita Tushingham
- Tinto Brass
- Yukichi Shinada
- Julio Coll
- Hans Hellmut Kirst
- Herbert Oberscherningkat

## Filmes em competição
Os seguintes filmes competiram pelo prêmio Urso de Ouro:
| † | Vencedor do prêmio principal de melhor filme em sua seção |
| Título                                                     | Diretor(es)              | País                    |
| ---------------------------------------------------------- | ------------------------ | ----------------------- |
| Weekend of a Champion                                      | Frank Simon              | Reino Unido             |
| Den forsvundne fuldmægtig                                  | Gert Fredholm            | Dinamarca               |
| Detenuto in attesa di giudizio                             | Nanni Loy                | Itália                  |
| Die bitteren Tränen der Petra von Kant                     | Rainer Werner Fassbinder | Alemanha                |
| Hammersmith Is Out                                         | Peter Ustinov            | Estados Unidos          |
| I racconti di Canterbury                                   | Pier Paolo Pasolini      | Itália                  |
| Flyaway                                                    | Robin Lehman             | Reino Unido             |
| A Faca e o Rio                                             | George Sluizer           | Brasil · Países Baixos  |
| L'udienza                                                  | Marco Ferreri            | França · Itália         |
| La casa sin fronteras                                      | Pedro Olea               | Espanha                 |
| La Vieille Fille                                           | Jean-Pierre Blanc        | França · Itália         |
| Le Bar de la Fourche                                       | Alain Levent             | França                  |
| Lo B'Yom V'Lo B'Layla                                      | Steven Hilliard Stern    | Estados Unidos · Israel |
| Lukket avdeling                                            | Arnljot Berg             | Noruega                 |
| Man sku' være noget ved musikken                           | Henning Carlsen          | Dinamarca               |
| Da mußte die böse Frau die ganzen Mohrrüben selber fressen | Thomas Keck              | Alemanha                |
| Olympia – Olympia                                          | Jochen Bauer             | Alemanha                |
| Reshma Aur Shera                                           | Sunil Dutt               | Índia                   |
| The Selfish Giant                                          | Peter Sander             | Canadá                  |
| Seokhwachon                                                | Jung Jin-woo             | Coreia do Sul           |
| Smekmånad                                                  | Claes Lundberg           | Suécia                  |
| The Hospital                                               | Arthur Hiller            | Estados Unidos          |
| The Possession of Joel Delaney                             | Waris Hussein            | Estados Unidos          |
| Top of the Heap                                            | Christopher St. John     | Estados Unidos          |
| Tragovi crne devojke                                       | Zdravko Randić           | Iugoslávia              |
| Tri etide za Cathy i Miloša                                | Jože Pogačnik            | Iugoslávia              |
| Yakusoku                                                   | Kōichi Saitō             | Japão                   |

## Prêmios
Os seguintes prêmios foram concedidos pelo júri:
- Urso de Ouro: I racconti di Canterbury de Pier Paolo Pasolini
- Urso de Prata de Melhor Diretor: Jean-Pierre Blanc por La Vieille Fille
- Urso de Prata de Melhor Atriz: Elizabeth Taylor em Hammersmith Is Out
- Urso de Prata de Melhor Ator: Alberto Sordi em Detenuto in attesa di giudizio
- Urso de Prata: Peter Ustinov por Hammersmith Is Out
- Grande Prêmio do Juri: The Hospital de Arthur Hiller